# Henning Enoksen
Henning Enoksen (* 26. September 1935 in Sejerslev auf Mors; † 25. September 2016) war ein dänischer Fußballspieler und -trainer.

## Karriere
Zwischen 1958 und 1966 erzielte Enoksen in 54 Spielen für Dänemark 29 Tore. Sein größter sportlicher Erfolg war der Gewinn der Silbermedaille des Fußballturniers bei den Olympischen Spielen 1960 in Rom. Neben anderen Vereinen war er für Silkeborg IF, Vejle Boldklub und Aarhus GF aktiv.
Nach seiner aktiven Laufbahn arbeitete er als Trainer unter anderem im dänischen Jugendbereich.
Von Juli bis August 1973 war er für sechs Spiele, die mit einem Torverhältnis von 2:22 aus isländischer Sicht alle verloren wurden, Trainer der isländischen Fußballnationalmannschaft. Die höchste Niederlage mussten die Isländer beim 1:8 gegen die Niederlande, im Rahmen der Qualifikation zur Fußball-Weltmeisterschaft 1974, hinnehmen.
Enoksen starb am 25. September 2016, nur einen Tag vor seinem 81. Geburtstag.

## Erfolge
- 1958 Dänischer Torschützenkönig (27 Tore für Vejle BK)
- 1960 Silbermedaille bei den Olympischen Sommerspielen
- 1962 Dänischer Torschützenkönig (24 Tore für Aarhus GF, gemeinsam mit Carl E. Christiansen (Esbjerg fB))
- 1966 Dänischer Torschützenkönig (16 Tore für Aarhus GF)